# Skaber
Skaber (Uranoscopus scaber) – gatunek ryby okoniokształtnej z rodziny skaberowatych (Uranoscopidae).

## Występowanie
Występuje w północnym Atlantyku od Portugalii do Maroka, także Morze Śródziemne i Czarne.
Ryba żyjąca na dnie piaszczystym na głębokości od 15 do 400 m. Ryba najczęściej spędza dzień zagrzebana w podłożu, a ponad powierzchnię wystają jedynie otwór gębowy i oczy. 

## Opis
Dorasta maksymalnie do 30 cm. Ciało wydłużone, masywne. Duża głowa, osłonięta pancerzem z płytek kostnych. Oczy wysoko osadzone na głowie, skierowane ku górze. Otwór gębowy skierowany ku górze. Uzębienie składa się z małych spiczastych zębów. Na końcu żuchwy niewielki skórzasty wyrostek o kształcie robakowatym, który służy do wabienia ofiar. Powyżej płetwy piersiowej skierowany ku górze kolec jadowy. Płetwa grzbietowe podzielona, pierwsza część krótka podparta 4 twardymi promieniami, druga długa podparta 13–14 miękkimi promieniami. Płetwa odbytowa długa podparta 1 twardym i 13–14 miękkimi promieniami. Płetwa piersiowa duża, szuflowata. Płetwa brzuszna umieszczona na podgardle. 
Ubarwienie: bardzo zmienne, w zależności od miejsca występowania, jasno- lub ciemnobrązowe z czarnym marmurkowaniem. Pierwsza płetwa grzbietowa czarna, płetwa piersiowa jasnoniebieska, płetwa ogonowa biało obwiedziona.

## Odżywianie
Odżywia się skorupiakami i małymi rybami.

## Rozród
Tarło odbywa się na wiosnę i latem. Ikra unosi się swobodnie w wodzie.